# Tramea binotata
Tramea binotata is een libellensoort uit de familie van de korenbouten (Libellulidae), onderorde echte libellen (Anisoptera).
De wetenschappelijke naam Tramea binotata is voor het eerst geldig gepubliceerd in 1842 door Rambur.